# Jason Lee
Jason Michael Lee, född 25 april 1970 i Santa Ana, Orange County, Kalifornien, är en amerikansk skådespelare och professionell skateboardåkare.
Lee började åka skateboard i 13-årsåldern och blev professionell vid 18 års ålder. Han har även ett eget skateboardföretag som heter Stereo. Lee fick sitt stora genombrott som skådespelare 1997 i Kevin Smiths dramakomedi  Chasing Amy, som serietecknaren Banky Edwards. Han är mest känd för My Name Is Earl
Lee har sonen Pilot Inspektor Riesgraf-Lee (född 2003) tillsammans med Beth Riesgraf. 2008 gifte han om sig med Ceren Alkaç och tillsammans har de barnen Casper och Sonny.
Lee gjorde Rodney Mullens "360-flip" inom skateboard känd.

## Filmografi (i urval)
- 1991 – Blind - Video Days (skateboardfilm)
- 1994 – Stereo - A visual sound (skateboardfilm)
- 1995 – Mallrats
- 1996 – Stereo - Tincan Folklore (skateboardfilm)
- 1997 – Chasing Amy
- 1998 – Enemy of the State
- 1999 – Dogma
- 2000 – Almost Famous
- 2001 – Heartbreakers
- 2001 – Stjärnor utan hjärnor
- 2002 – Vanilla Sky
- 2002 – Big Trouble
- 2003 – Dyra löften
- 2003 – A Guy Thing
- 2003 – Drömfångare
- 2004 – Jersey Girl
- 2004 – Superhjältarna (röst)
- 2005–2008 – My Name Is Earl (TV-serie)
- 2006 – Clerks 2
- 2006–2016 – American Dad! (TV-serie) (röst)
- 2007 – Underdog (röst)
- 2007 – Alvin och gänget
- 2009 – Alvin och gänget 2
- 2010 – Cop Out
- 2011 – Alvin och gänget 3
- 2012 – Columbus Circle
- 2015 – Alvin och gänget: Gasen i botten
- 2015–2019 – We Bare Bears (TV-serie) (röst)